# Blason
Blason - gatunek literacki rozpowszechny w literaturze francuskiej XVI i XVII wieku. Zapoczątkował go francuski poeta Clément Marot w roku 1536.
Był to krótki utwór wierszowany pisany w sarkastycznym lub pochwalnym tonie, przedstawiający szczegółowy wykaz atrybutów lub błędów. Zakończeniem wiersza był konkretny wniosek skierowany bezpośrednio do danej osoby, danego przedmiotu, miejscowości czy też jej mieszkańców.